# Lisa Alther
Lisa Alther (* 23. Juli 1944 in Kingsport, Tennessee als Elisabeth Greene Reed) ist eine US-amerikanische Schriftstellerin.

## Leben und Wirken
Lisa Alther studierte am Wellesley College englische Literatur und schloss 1966 mit dem BA ab. Am Radcliffe College besuchte sie den Publishing Procedures Course. Nach ihrem Studium arbeitete sie als Publizistin in New York bei Atheneum Publishers. Sie zog nach Hinesburg in Vermont, wo sie ca. 30 Jahre lang lebte und am St. Michael’s College in Winooski Südstaatenliteratur unterrichtete. Zwischendurch lebte sie immer wieder in London und Paris.
Sie heiratete 1966 Richard Alther, einen Maler. Die gemeinsame Tochter Sara Halsey, geboren 1968, lebte nach der Scheidung der Eltern bei der Mutter.
Durch die intensive Beschäftigung mit Schriftstellerinnen aus den amerikanischen Südstaaten wie Eudora Welty, Flannery O’Connor, Katherine Anne Porter und Carson McCullers wurde sie angeregt, selbst zu schreiben, in erster Linie Romane. Nachdem ihre Manuskripte, wie sie selbst mitteilte, 250 mal abgelehnt worden waren, gelang es ihr im Jahr 1976, ihren ersten Roman Kinflicks zu veröffentlichen. Die im Roman geschilderte sexuelle Freizügigkeit wird mit dem Roman Fear of Flying von Erica Jong (1973) verglichen.
Der Erfolg des Romans ermöglichte es der Autorin, lange an ihren Texten zu arbeiten und vier bis fünf Entwürfe zu verfassen, bis sie den jeweiligen Roman veröffentlichte, weshalb ihre Werke in großen zeitlichen Abständen erschienen. Alle Romane wurden Bestseller, von allen fünf, übersetzt in fünfzehn Sprachen, wurden insgesamt sechs Millionen Exemplare verkauft.
Der Roman Birdman and the Dancer wurde einzig in den Niederlanden, Dänemark und Deutschland veröffentlicht.
Eine Besonderheit dieser Schriftstellerin, die zum Erfolg beigetragen haben dürfte, ist die ironische Färbung und teilweise Komik, mit der sie in ihren Romanen und Kurzgeschichten Themen wie Rassismus, Religion und die Benachteiligung von Frauen behandelt.

## Werke
- Kinflicks. Alfred A. Knopf, New York 1976.[2]
  - deutsch: Hautkontakte. Roman. Übersetzt von Gisela Stege. Ullstein, Frankfurt am Main 1978.
- A Good Man is Hard to Find and other stories. 1980.
- Original Sins. Alfred A. Knopf, New York 1981.
  - deutsch: Als das Paradies verlorenging. Roman. Übersetzt von Gisela Stege. Ullstein, Frankfurt am Main 1983.
- Other Women. Alfred A. Knopf, New York 1984.
  - deutsch: Schlechter als morgen, besser als gestern. Roman. Übersetzt von Adelheid Zöfel. Rowohlt, Reinbek bei Hamburg 1987, ISBN 3-499-15942-2.
- Bedrock. Alfred A. Knopf, New York 1990 / Penguin Books, London 1990, ISBN 0-14-013407-7.
  - deutsch: Eine besondere Frau. Roman. Übersetzt von Cornelia Holfelder-von der Tann. Rowohlt, Reinbek bei Hamburg 1991, ISBN 3-498-00030-6.
- Five Minutes in Heaven. Dutton, New York 1995, ISBN 0-525-93893-1.
  - deutsch: Fünf Minuten im Himmel. Roman. Übersetzt von Cornelia Holfelder-von der Tann. Rowohlt, Reinbek bei Hamburg 1996, ISBN 3-498-00051-9.
- Birdman and the Dancer. Gyldendal, Kopenhagen 1993; Contact, Amsterdam 1994.
  - deutsch: Der Vogelmann und die Tänzerin. Illustriert von Françoise Gilot. Übersetzt von Cornelia Holfelder-von der Tann. Wunderlich, Reinbek bei Hamburg 1996, ISBN 3-8052-0566-X.
- mit Françoise Gilot: About Women: Conversations Between a Writer and a Painter. Nan A. Talese, New York 2015, ISBN 978-0-385-53986-9.